# هیستوریا د هیروسولیمیتانو
هیستوریا دِ هیروسولیمیتانو (لاتین: Historia de Hierosolymitano itinere) نوشته پیتر تودبد، راهب اهل پوتیو حاضر در ارتش ریمون سن‌ژیل، که رویدادنامه‌ست به زبان لاتین که پیتر آن را براساس کتاب گِسْتا فرانکوروم به رشته تحریر درآورد. او در کتاب به شرح حوادث نخستین جنگ صلیبی به‌خصوص محاصره انطاکیه در ۱۰۹۸ پرداخته‌است.
در میان محققان معاصر، پیرامون ارتباط دقیق این اثر و گستا فرانکوروم بحث و جدل فراوان شده‌است. پیش از این چنین به نظر می‌رسید که گستا از تاریخ تودبد اقتباس شده‌است، ولی در حال حاضر و با تحقیقات همه‌جانبه و دقیق‌تر، مشخص شده که برعکس، تودبد از کتاب گستا استفاده نموده و تقریباْ آن را لغت‌به‌لغت بازگو کرده و به علاوه، برخی اطلاعات نیز حاوی خاطرات و یادداشت‌ها و تجربه‌های شخصی خود دربارهٔ جنگ صلیبی را بدان افزوده‌است. این مطالب الحاقی او شامل، نحوه مرگ برادرش، مرگ رینالد پورشه و جزئیات یک حمله مهم و سرنوشت‌ساز در انطاکیه که تودبد خود شاهد عینی رخداد آنها بوده‌است. از این کتب، تنها چهار نسخه خطی باقی مانده که تاریخ نگارش سه نسخه آن به قرن ۱۲ میلادی بازمی‌گردد.